# Pteronotus rubiginosus
Pteronotus rubiginosus és una espècie de ratpenat de la família dels mormoòpids. Viu a altituds d'entre 65 i 2.200 msnm a Bolívia, el Brasil, Costa Rica, la Guaiana Francesa, Guyana, Hondures, Nicaragua, Panamà, el Perú, Surinam i Veneçuela. Els seus hàbitats naturals són els boscos de diversos tipus, la sabana i les planes humides del Carib. Es desconeix si hi ha cap amenaça significativa per a la supervivència d'aquesta espècie. El seu nom específic, rubiginosus, significa 'rubiginós' en llatí.